# Feri szőlő
A  Feri szőlő , más néven Seibel 5279, vagy Aurore egy fehér rezisztens hibrid szőlőfajta, amelyet 1860 körül Albert Seibel francia szőlész állított elő, a Seibel 788 és  Seibel 29 keresztezésével. Seibel több komplex hibrid szőlőfajtát nemesített a  Vitis vinifera és az amerikai fajta keresztezésével; így végső soron e fajta ősei a Vitis vinifera, Vitis rupestris és a Vitis aestivalis.  A nemzetközileg legelterjedtebb Aurore – hajnalpír nevet érett bogyójának halványpiros színe után kapta.
A szőlőfajta legkiterjedtebb termőterületei Amerika északi részén – 700 hektár, Kandában – 220 hektár és Nagy-Britanniában fekszenek. Magyarországon egy időben Szabolcs megyében volt divatos fajta. Napjainkban a direkt termő fajtákkal együtt a Seibel 5279 is kiszorul a termesztésből.

## Jellemzői
Tőkéje erős fejlődésű, bőtermő; fürtje kicsi, tömött; bogyója kicsi, gömbölyű, fehéreszöld, jó éretten lágy pirosas, nyálkás húsú. Korán, augusztus végén, szeptember első felében szüretelhető. Filoxérának, téli fagynak, peronoszpórának ellenáll.
Bora alacsony savtartalmú, enyhe  labruska mellékízű, lágy, gyümölcsös asztali bor, de habzóbor készítésére is felhasználják.